# Căiuți, Bacău
Căiuți este satul de reședință al comunei cu același nume din județul Bacău, Moldova, România.

 Acest articol despre o localitate din județul Bacău este deocamdată un ciot. Puteți ajuta Wikipedia prin completarea lui.